# Daltonschool Rijnsweerd

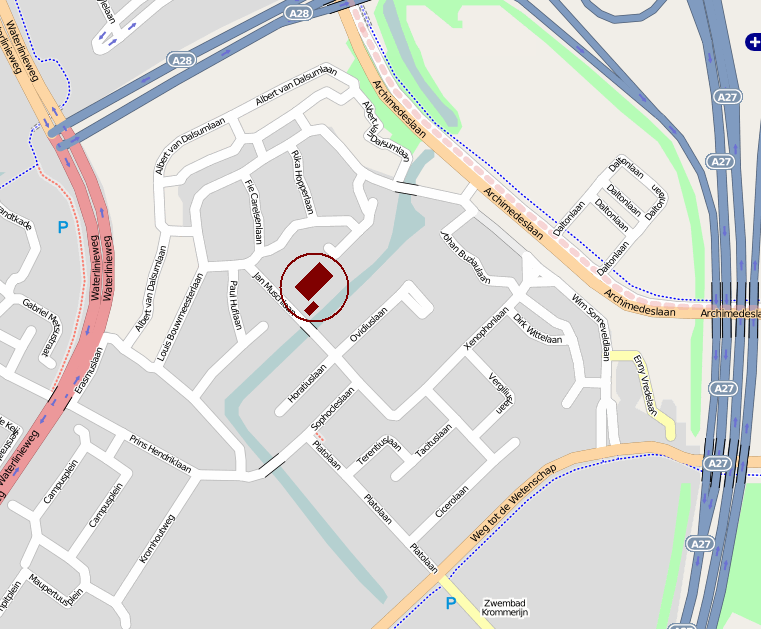
Locatie van de school binnen de wijk (in bordeauxrood)

De Daltonschool Rijnsweerd (gemakshalve ook veelal Rijnsweerdschool genoemd) is een basisschool voor daltononderwijs die gevestigd is in de Utrechtse wijk Rijnsweerd.

## Geschiedenis
De school werd opgericht in 1980 als eerste en tot op heden enige school in de nieuwe buitenwijk Rijnsweerd, die zich op dat moment in de laatste fase van de bouw bevond. De gemeente Utrecht achtte het aantal gezinnen met kleine kinderen dat zich in de wijk zou vestigen dusdanig klein dat men meende te kunnen volstaan met een noodgebouw van slechts één verdieping.
Het aantal leerlingen groeide echter tegen alle verwachtingen in sterk, tot meer dan 200 halverwege de jaren 90. Na protesten van school en ouders besloot de gemeente in 2000 tot het bouwen van een nieuw permanent pand, dat een centrale functie zou kunnen vervullen binnen de wijk. Het gebouw werd aan het begin van het schooljaar 2001-2002 opgeleverd, maar al na korte tijd bleek het te klein om alle leerlingen onderdak te bieden. Om die reden werd er nog een noodgebouw van twee verdiepingen bij geplaatst. Het gebouw is ingesloten tussen enerzijds een woonwijk en anderzijds een singel. Anno 2009 zitten er meer dan 400 kinderen op de school. Om aan de grote hoeveelheid aanvragen te voldoen is er in 2009 een vleugel aan het schoolgebouw geplaatst.
De school ontving van de Onderwijsinspectie in 2012, 2013 en 2014 de titel "Excellente School".

## Leerlingen
De leerlingen van de school zijn grotendeels afkomstig uit de wijk zelf of uit de naastgelegen wijken Schildersbuurt en Wilhelminapark. De populatie van deze wijken bestaat voor een groot deel uit jonge, hoogopgeleide gezinnen, die voor de educatie van hun kinderen onder andere aangewezen zijn op de Daltonschool Rijnsweerd.